# League of Ireland Premier Division (2014)
League of Ireland Premier Division 2014 (znana jako SSE Airtricity League Premier Division ze względów sponsorskich) była 30. edycją najwyższej klasy rozgrywkowej piłki nożnej w Irlandii pod tą nazwą, a 94. mistrzowskimi rozgrywkami w ogóle.
Brało w niej udział 12 drużyn, które w okresie od 7 marca do 24 października 2014 rozegrały 33 kolejek meczów.
Sezon zakończył baraż o utrzymanie w Premier Division. Obrońcą tytułu była drużyna St Patrick’s Athletic. Mistrzostwo po raz dziesiąty w historii zdobyła drużyna Dundalk.

## Drużyny
| Uczestnicy poprzedniej edycji | Uczestnicy poprzedniej edycji | Uczestnicy poprzedniej edycji | Uczestnicy poprzedniej edycji |
| --- | ----------------------------- | ----------------------------- | ----------------------------- |
| STP | St. Patrick’s Athletic        | Dublin                        | 1                             |
| DUN | Dundalk F.C.                  | Dundalk                       | 2                             |
| SRS | Sligo Rovers                  | Sligo                         | 3                             |
| DER | Derry City                    | Derry                         | 4                             |
| SHR | Shamrock Rovers               | Dublin                        | 5                             |
| COR | Cork City                     | Cork                          | 6                             |
| LIM | Limerick                      | Limerick                      | 7                             |
| DRU | Drogheda United               | Drogheda                      | 8                             |
| UCD | University College Dublin     | Dublin                        | 9                             |
| BOD | Bohemian F.C.                 | Dublin                        | 10                            |
| po barażach |                               |                               |                               |
| BRW | Bray Wanderers                | Bray                          | 11                            |
| Awans z First Division 2013 |                               |                               |                               |
| ATH | Athlone Town                  | Athlone                       | 1                             |
| Oznaczenia: - kolumna pierwsza – skróty nazw drużyn, - kolumna trzecia – siedziba klubu, - kolumna czwarta – miejsce zajęte w poprzednim sezonie. |                               |                               |                               |

## Tabela
| Lp. | Drużyna                   | M  | Z  | R  | P  | B+ | B- | +/– | Pkt | Kwalifikacja lub spadek                                            |
| --- | ------------------------- | -- | -- | -- | -- | -- | -- | --- | --- | ------------------------------------------------------------------ |
| 1   | Dundalk (M)               | 33 | 22 | 8  | 3  | 73 | 24 | +49 | 74  | Liga Mistrzów UEFA • II runda kwalifikacyjna                       |
| 2   | Cork City                 | 33 | 22 | 6  | 5  | 51 | 25 | +26 | 72  | Liga Europy UEFA • I runda kwalifikacyjna                          |
| 3   | St Patrick's Athletic (P) | 33 | 19 | 8  | 6  | 66 | 37 | +29 | 65  | Liga Europy UEFA • I runda kwalifikacyjna                          |
| 4   | Shamrock Rovers           | 33 | 18 | 8  | 7  | 43 | 26 | +17 | 62  | Liga Europy UEFA • I runda kwalifikacyjna                          |
| 5   | Sligo Rovers              | 33 | 12 | 7  | 14 | 44 | 36 | +8  | 43  |                                                                    |
| 6   | Limerick                  | 33 | 12 | 5  | 16 | 37 | 45 | −8  | 41  |                                                                    |
| 7   | Bohemians                 | 33 | 9  | 13 | 11 | 40 | 41 | −1  | 40  |                                                                    |
| 8   | Derry City                | 33 | 9  | 11 | 13 | 42 | 41 | +1  | 38  |                                                                    |
| 9   | Drogheda United           | 33 | 10 | 6  | 17 | 40 | 63 | −23 | 36  |                                                                    |
| 10  | Bray Wanderers            | 33 | 5  | 11 | 17 | 28 | 61 | −33 | 26  |                                                                    |
| 11  | UCD (B, S)                | 33 | 6  | 7  | 20 | 27 | 71 | −44 | 25  | Baraż o Premier Division Liga Europy UEFA • I runda kwalifikacyjna |
| 12  | Athlone Town (S)          | 33 | 4  | 10 | 19 | 35 | 56 | −21 | 22  | Spadek do First Division                                           |

1. ↑  UCD zakwalifikowało się do Ligi Europy UEFA za pośrednictwem systemu rankingowego UEFA Respect Fair Play. Po zajęciu trzeciego miejsca w rankingu 2014/15 przez FAI, nominowano UCD do dodatkowego miejsca w Europie.

## Wyniki
| Gospodarz \ Gość      | ATH | BOH | BRW | COR | DER | DRO | DUN | LIM | SHM | SLI | StP | UCD | ATH | BOH | BRW | COR | DER | DRO | DUN | LIM | SHM | SLI | StP | UCD |
| --------------------- | --- | --- | --- | --- | --- | --- | --- | --- | --- | --- | --- | --- | --- | --- | --- | --- | --- | --- | --- | --- | --- | --- | --- | --- |
| Athlone Town          |     | 1–3 | 0–0 | 0–3 | 0–1 | 6–0 | 0–1 | 3–0 | 1–4 | 0–2 | 0–2 | 2–0 |     | 0–0 | 1–1 | 0–2 |     |     | 0–3 |     | 1–1 |     |     |     |
| Bohemians             | 2–2 |     | 1–1 | 0–2 | 1–1 | 2–2 | 0–2 | 0–1 | 1–3 | 0–2 | 1–1 | 0–0 |     |     | 2–1 |     | 2–1 | 2–1 |     | 2–0 | 1–1 | 2–2 |     |     |
| Bray Wanderers        | 1–1 | 0–5 |     | 0–2 | 0–0 | 1–3 | 1–0 | 1–0 | 0–3 | 1–0 | 1–3 | 3–5 |     |     |     |     | 1–1 |     | 1–1 |     |     | 0–1 | 2–4 | 2–0 |
| Cork City             | 1–0 | 1–1 | 3–1 |     | 2–0 | 3–1 | 1–2 | 3–0 | 3–0 | 1–1 | 1–1 | 2–1 |     | 1–0 | 1–1 |     |     | 2–1 |     |     | 1–0 | 2–1 | 1–0 |     |
| Derry City            | 3–2 | 4–0 | 5–0 | 0–1 |     | 2–0 | 2–2 | 0–0 | 0–1 | 1–0 | 0–0 | 1–1 | 1–1 |     |     | 0–1 |     |     |     | 1–2 |     | 2–1 | 0–1 | 0–1 |
| Drogheda United       | 3–2 | 1–0 | 0–2 | 0–1 | 1–1 |     | 4–1 | 1–4 | 2–3 | 1–2 | 0–4 | 4–0 | 1–1 |     | 1–1 |     | 1–0 |     | 1–1 |     | 0–2 |     | 2–3 |     |
| Dundalk               | 2–0 | 1–1 | 5–1 | 4–0 | 3–0 | 7–0 |     | 2–1 | 2–2 | 3–0 | 0–0 | 5–2 |     | 3–2 |     | 2–0 | 5–0 |     |     | 1–0 | 0–0 |     |     |     |
| Limerick              | 2–1 | 1–2 | 0–0 | 1–2 | 0–4 | 0–1 | 1–2 |     | 4–1 | 0–3 | 2–0 | 2–1 | 4–2 |     | 4–1 | 0–1 |     | 0–3 |     |     |     | 1–0 |     |     |
| Shamrock Rovers       | 1–0 | 0–0 | 2–1 | 0–2 | 1–1 | 0–1 | 0–1 | 1–1 |     | 1–0 | 2–1 | 2–0 |     |     | 1–0 |     | 2–0 |     |     | 1–0 |     | 1–0 |     | 3–0 |
| Sligo Rovers          | 2–1 | 3–2 | 3–0 | 0–0 | 2–2 | 1–1 | 0–1 | 2–0 | 0–1 |     | 2–2 | 5–0 | 3–1 |     |     |     |     | 0–2 |     |     |     |     | 1–4 | 4–0 |
| St Patrick's Athletic | 4–0 | 3–1 | 3–2 | 3–2 | 5–2 | 6–0 | 1–4 | 1–1 | 1–0 | 1–0 |     | 3–2 | 0–2 | 3–1 |     |     |     |     | 1–0 | 0–1 | 1–1 |     |     | 3–2 |
| UCD                   | 2–1 | 0–3 | 0–0 | 0–1 | 1–6 | 2–1 | 1–4 | 1–1 | 0–2 | 1–0 | 1–1 |     | 1–1 | 0–0 |     | 0–4 |     | 1–0 | 0–2 | 1–3 |     |     |     |     |

## Baraż o Premier Division
Galway wygrał w dwumeczu 5-1 z UCD finał baraży o miejsce w Premier Division na sezon 2015.
|  |                      |                      |                      |                      |                      |    |     |              |              |              |              |              |
|  | First Division baraż | First Division baraż | First Division baraż | First Division baraż | First Division baraż |    |     | Finał baraży | Finał baraży | Finał baraży | Finał baraży | Finał baraży |
|  | First Division baraż | First Division baraż | First Division baraż | First Division baraż | First Division baraż |    |     | Finał baraży | Finał baraży | Finał baraży | Finał baraży | Finał baraży |
|  |                      |                      |                      |                      |                      |    |     |              |              |              |              |              |
|  |                      |                      |                      |                      |                      |    |     |              |              |              |              |              |
|  |                      |                      |                      |                      |                      | 11 | UCD | 1            | 0            | 1            |              |              |
|  |                      |                      |                      |                      |                      | 11 | UCD | 1            | 0            | 1            |              |              |
|  | 3                    | Galway               | 2                    | 2                    | 4                    |    |     | 3            | Galway       | 2            | 3            | 5            |
|  | 3                    | Galway               | 2                    | 2                    | 4                    |    |     | 3            | Galway       | 2            | 3            | 5            |
|  | 2                    | Shelbourne           | 0                    | 1                    | 1                    |    |     |              |              |              |              |              |
|  | 2                    | Shelbourne           | 0                    | 1                    | 1                    |    |     |              |              |              |              |              |

| 17 października 2014 | Galway                                    | 2:0   | Shelbourne |                                                             |
| 20:45                | Ryan Connolly 19' (k) · Gary Shanahan 85' | (1:0) |            | Eamonn Deacy Park, Galway Widzów: 1764 Sędzia: Ray Matthews |

| 24 października 2014 | Shelbourne       | 1:2   | Galway                              |                                                       |
| 21:00                | Conor Murphy 30' | (1:0) | 60' Ryan Connolly · 85' Jake Keegan | Tolka Park, Dublin Widzów: 1202 Sędzia: Robert Harvey |

| 27 października 2014 | UCD              | 1:2   | Galway                                 |                                                 |
| 20:45                | Timmy Molloy 19' | (1:0) | 89' Paddy Barrett · 90+1' Ryan Manning | UCD Bowl, Dublin Widzów: 643 Sędzia: Jim McKell |

| 31 października 2014 | Galway                                                | 3:0   | UCD |                                                             |
| 20:45                | Gary Shanahan 45' · Ryan Manning 71' · Alex Byrne 80' | (1:0) |     | Eamonn Deacy Park, Galway Widzów: 2890 Sędzia: David McKeon |

## Najlepsi strzelcy
| Bramki | Strzelcy        | Drużyna               |
| ------ | --------------- | --------------------- |
| 20     | Patrick Hoban   | Dundalk               |
| 20     | Chris Fagan     | St Patrick’s Athletic |
| 18     | Conan Byrne     | St Patrick’s Athletic |
| 14     | Rory Gaffney    | Limerick              |
| 13     | Billy Dennehy   | Cork City             |
| 13     | Dinny Corcoran  | Bohemians             |
| 11     | Chris Forrester | St Patrick’s Athletic |
| 11     | Mark O'Sullivan | Cork City             |
| 11     | Richard Towell  | Dundalk               |
| 11     | Michael Duffy   | Derry City            |
| 11     | Rory Patterson  | Derry City            |

Źródło: .

## Stadiony
| Athlone Town         |
| -------------------- |
| Athlone Town Stadium |
| Pojemność: 5000      |
|                      |

| Bohemians       |
| --------------- |
| Dalymount Park  |
| Pojemność: 3640 |
|                 |

| Bray Wanderers   |
| ---------------- |
| Carlisle Grounds |
| Pojemność: 3250  |
|                  |

| Cork City       |
| --------------- |
| Turners Cross   |
| Pojemność: 7485 |
|                 |

| Derry City         |
| ------------------ |
| Brandywell Stadium |
| Pojemność: 3700    |
|                    |

| Drogheda United  |
| ---------------- |
| Hunky Dorys Park |
| Pojemność: 3500  |
|                  |

| Dundalk         |
| --------------- |
| Oriel Park      |
| Pojemność: 4500 |
|                 |

| Limerick        |
| --------------- |
| Markets Field   |
| Pojemność: 3000 |
|                 |

| St Patrick’s Athletic |
| --------------------- |
| Richmond Park         |
| Pojemność: 5340       |
|                       |

| Shamrock Rovers  |
| ---------------- |
| Tallaght Stadium |
| Pojemność: 8000  |
|                  |

| Sligo Rovers    |
| --------------- |
| Showgrounds     |
| Pojemność: 3873 |
|                 |

| UCD             |
| --------------- |
| UCD Bowl        |
| Pojemność: 3000 |
|                 |

Źródło: .